# タペストリー

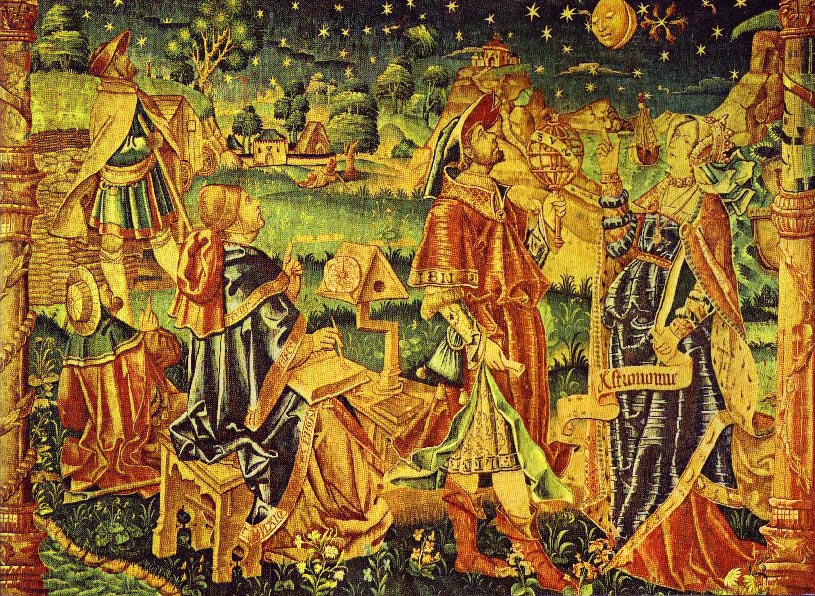
16世紀頃のフランス製と推測されるタペストリー、 L'Astronomie

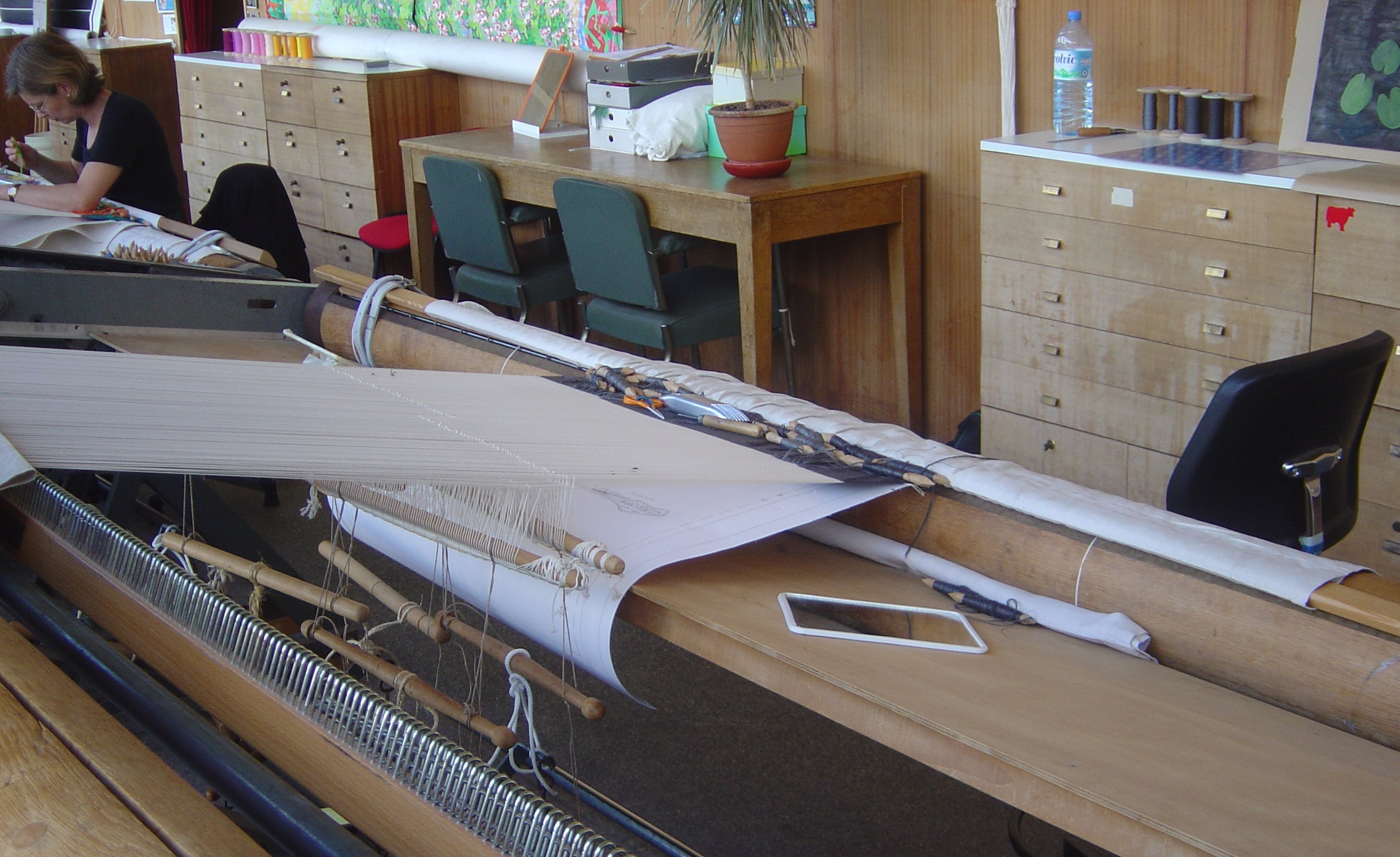
タペストリーを織る機、パリのゴブラン工場にて

タペストリー（英語: tapestry）は、壁掛けなどに使われる室内装飾用の織物の一種。タペストリーは英語で、中期英語ではtapisseryといい、仏語のタピスリ（tapisserie）からきている。製織の技術では日本の綴織（、平織の一種で、太い横糸で縦糸を包み込むことで、縦糸を見えなくして横糸だけで絵柄を表現する織物）に相当するものであり絨毯を作る要領で製作される。最盛期は中世末期であり、現在では、ゴブラン織とも呼ばれる。
現代では織物に印刷したものもある。

## 製法
タペストリーは機を使って手作りされる。タペストリーは表面に出ている横糸によってカラフルな模様や絵柄を創り出す織物で、縦糸は完全に横糸に隠れて見えなくなっており、これが縦糸と横糸の両方が見える衣服などの布との違いである。タペストリーを織る場合、縦糸には普通木綿の糸や亜麻（リンネル）の糸が使われる。絵柄を作る横糸には羊毛（ウール）や木綿のほか、絹糸、金糸、銀糸などが使われる。
タペストリーは専門の職人が作るが、芸術家も制作する。日本では染織や工芸も芸術の一分野とみなされているが、西洋では純粋芸術（ファインアート）より一段低い応用芸術の一分野とされ、純粋芸術家が染織を直接手がけることが奇異の目で見られる場合があった。
カルトン（伊: cartone、蘭: karton）、あるいはタペストリー・カートゥーンと呼ばれる、厚紙に書くタペストリーの設計図を名のある芸術家が描き、これをもとに職人がタペストリーを織る分業体制をとる場合もある。名画を再現したタペストリーは長年にわたり多くの工房で作られてきたほか、織物独特の存在感・素材感に惹かれた芸術家が工房と共同してタペストリーを手がけている。パブロ・ピカソは『ゲルニカ』のタペストリーを複数製造し、そのうち一つが国際連合安全保障理事会議場前に飾られているほか、ジョアン・ミロや建築家ル・コルビュジエなどがタペストリーを職人と共同制作している。
タペストリーという言葉は、荒い格子の織目が見えるキャンバス地の布などに、織目を目印にして刺繍糸や毛糸で刺繍をほどこす、キャンバスワークやニードルポイントなどの刺繍に対しても誤って用いられることがある。キャンバスワークやニードルポイントによる刺繍の表面の見え方はタペストリーの表面によく似ているため、これらの刺繍も慣例的にタペストリーと呼ばれるようになった。
防音材としても用いられる。

## 歴史

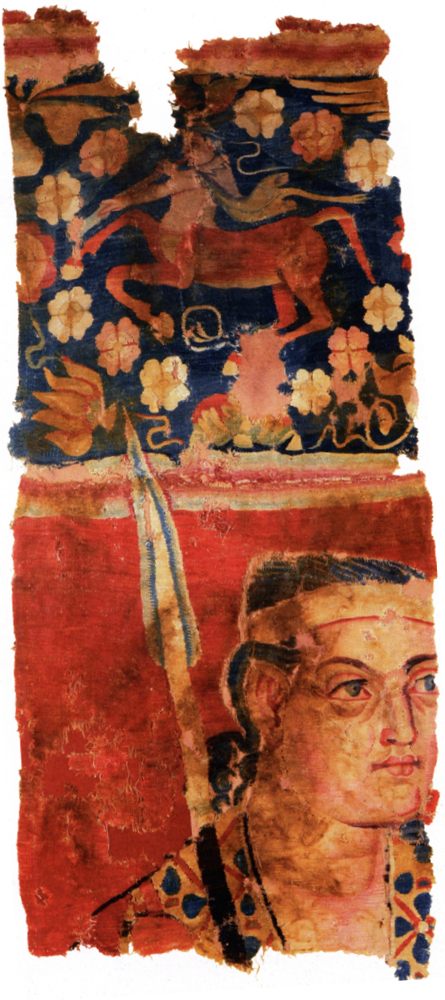
紀元前3世紀から紀元前2世紀に作られたタペストリーの一部。ケンタウロスとギリシャ人兵士が描かれている。タリム盆地のサムプル（Sampul, 山普魯、ウイグル自治区ロプ県）で発見され、新疆ウイグル自治区のウルムチ博物館所蔵となっている

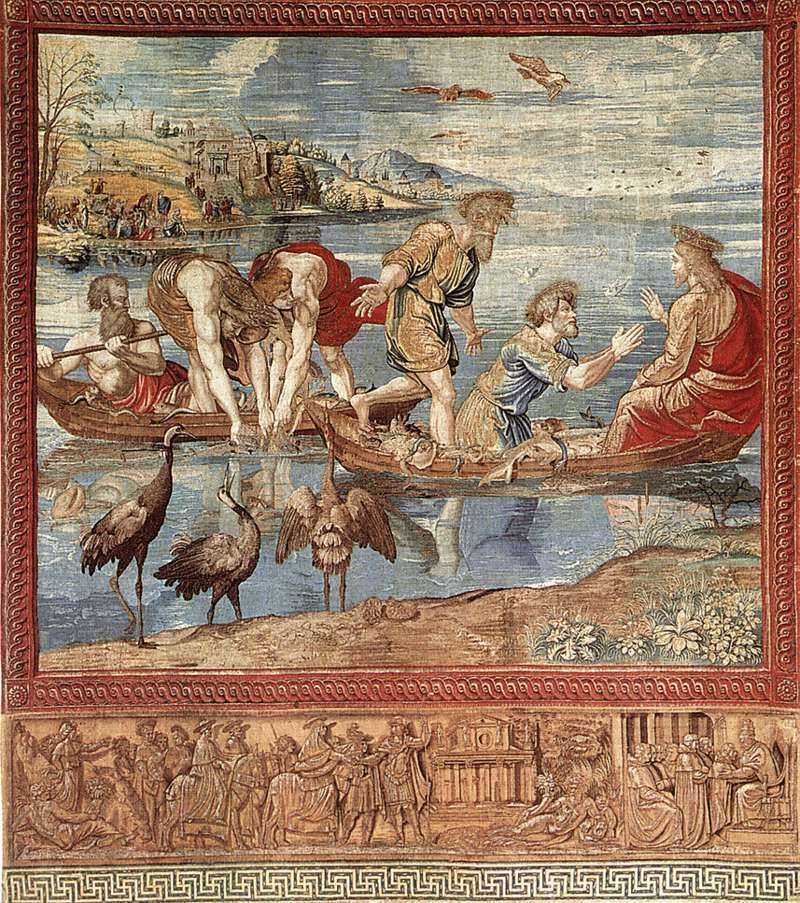
ラファエロが下絵を描いた『奇跡の漁り』のタペストリー（バチカン美術館ピナコテーカ所蔵）

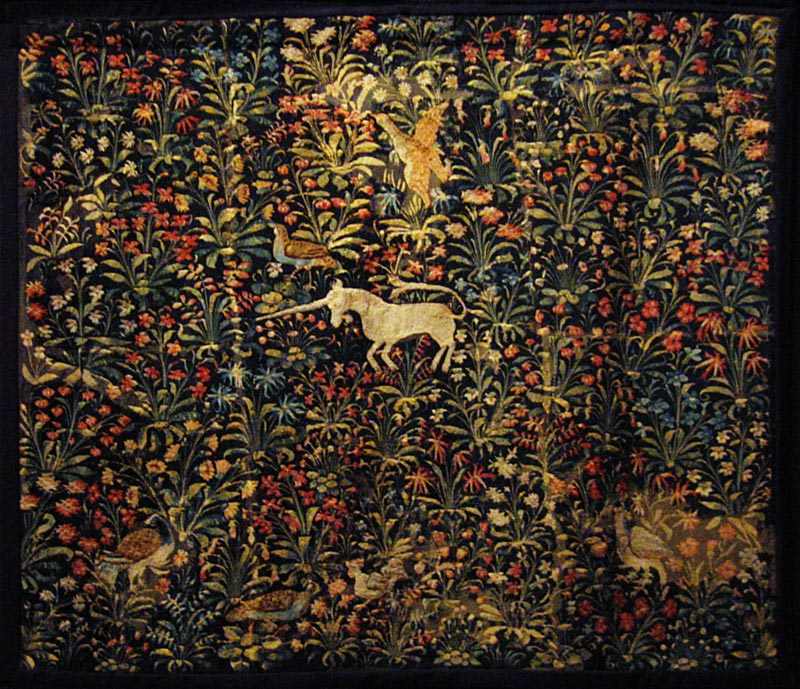
16世紀フランドルのタペストリー。鮮やかな花と葉を描いた千花模様（ミル・フルール、万華模様）の地にユニコーンが描かれている。ロンドンのヴィクトリア&アルバート美術館所蔵

綴織の歴史は古く、紀元前15世紀に没したエジプト第18王朝トトメス3世の墓からも鮮やかな麻の綴織が出土している。タペストリーはヘレニズム時代にはすでに存在しており、東西交易により広く流通していた。紀元前3世紀から紀元前2世紀に作られた古代ギリシア風のタペストリーの一部が、中国西部のタリム盆地のサムプルから発見されている。
ヨーロッパへは、11世紀に東方の産物として手織り絨毯が伝来したのがタペストリーの始まりとなる。華やかな絨緞を靴で踏むのは忍びないことから、壁にかけたところ、部屋の装飾になるだけでなく、壁の隙間風を防ぎ、断熱効果が認められた。ここからヨーロッパでの需要が高まり、国内で生産できるつづれ織りのタペストリーが生まれた。タペストリーは14世紀初頭のヨーロッパで新たな発展を遂げた。最初はドイツやスイスで盛んに製造されていた。次第に生産地はフランスやベルギー、オランダへと拡大した。
14世紀から15世紀にかけて、フランス北部のアラスが織物で栄えた都市だった。特に上質のウールで織られたタペストリーはヨーロッパ各地の城や宮殿を飾るために輸出された。しかしフランス革命の混乱の中、アラスのタペストリーの多くは織り込まれた金糸を取り出すために焼かれ、今では数えるほどしか残っていない。現在でも、「アラス」は産地を問わず上等なタペストリーを指す言葉として使われている。
16世紀までにフランドルがヨーロッパのタペストリー生産の中心地となった。17世紀、フランドルではタペストリーは、議論の余地はあるにしても最も重要な生産物であり、この時代に作られた多くの種類のものが現存しており、模様や色彩の複雑な細部もはっきり残っている。
ゴブラン (Gobelin) がタペストリーの代名詞となったのはフランス王の力による。15世紀半ば、パリ市街のすぐ外でジャン・ゴブランとその家族が染織工場を始め、非常に成功した。芸術や産業を支援したアンリ4世は17世紀始めにフランドルから2人の職人を招いてゴブランの工場で王宮用壁飾りにするタペストリーの生産をさせ、ゴブラン織の名は有名になった。1662年、ルイ14世の時代に財務総監ジャン＝バティスト・コルベールはゴブラン工場を王立家具工場の一部とし、画家シャルル・ルブランの運営と監督の下で多くの優れた画家に下絵を描かせたタペストリーを生産した。ゴブラン工場は17世紀末、政府の財政難で閉鎖したが、後にタペストリー生産を再開し現在に至っている。

### タペストリーの機能とペスト
装飾的なタペストリーが中世ヨーロッパで隆盛を極めたのは、持ち運びできることにも理由がある。王たちや貴族たちは屋敷や別荘や旅先へタペストリーを丸めて持ち運び、到着すると壁に掛けて楽しんだ。キリスト教会では、特別な日などに聖書の場面を表したタペストリーを取り出して飾った。また冬の間、防寒用として熱を逃がさないために城の部屋の壁にタペストリーを飾ることもあった。こうしたことから、タペストリーは絵画以上に貴重な工芸品として取引されていた。
中世のキリスト教は、修道院の家畜を襲う狼を邪悪な動物として駆除していたため、ペスト菌を媒介するクマネズミが大量発生したが、そのクマネズミの格好の棲家が、壁に吊ったままの埃だらけのタペストリーだった。この14世紀のペスト蔓延を契機に、タペストリーより軽量で手入れの簡単な布や革が壁を覆うものとして好まれるようになり、製紙・印刷技術の発達によって15世紀半ばに壁紙が登場すると、その図柄の自由自在さから、その後は壁紙の需要が高まっていった。

## 図像
西洋のタペストリーに描かれている絵柄は、伝統的な書物がもとになっている。特に『聖書』と、オウィディウスの『変身物語』は人気のある題材だった。宗教的な絵柄や神話的な絵柄以外では、ユニコーンや狩りのシーンが室内装飾用のタペストリーの題材には好まれた。

## 有名なタペストリー
サンプルのタペストリー（The Sampul tapestry）
紀元前3世紀 - 紀元前2世紀に作られたと見られる。タリム盆地のサンプルで発見。ウルムチ博物館所蔵。
ヘスティアのタペストリー（The Hestia Tapestry）
6世紀、東ローマ帝国支配下のエジプトで作られたもの。ヘスティア神が描かれている。ワシントンD.C.のダンバートン・オークス・コレクション所蔵。
バイユーのタペストリー（The Bayeux Tapestry）
ヘイスティングズの戦いが描かれている。実際にはタペストリーではなく、刺繍された布。
アンジェの黙示録 （Tapisserie de l'Apocalypse）
14世紀、シャルル5世の画家だったジャン・ド・ブリュージュがヨハネの黙示録を題材に描いた下絵をもとに、ニコラ・バターユが制作したもの。現在アンジェのアンジェ城が所蔵。
貴婦人と一角獣（La Dame à la Licorne）
15世紀フランドルで作られた6枚からなるタペストリー。パリのクリュニー美術館（中世美術館）所蔵。
The Hunt of the Unicorn
15世紀末に作られた7枚組のタペストリー。ニューヨークのメトロポリタン美術館分館、クロイスターズ所蔵。
ラファエロのカルトン（Raphael Cartoons）
ラファエロ・サンティが描いた、システィーナ礼拝堂の特別な儀典のときにのみ飾られるタペストリーの制作用下絵（カルトン）。カルトンはイギリス王室のロイヤル・コレクションとなりヴィクトリア&アルバート美術館で公開されており、タペストリーはヴァチカン美術館のピナコテーカ（絵画館）が所蔵し、現在も儀典時にはシスティーナ礼拝堂に飾られる。
ヴァヴェル城のタペストリー（ヴァヴェル城のアラス織、Arrasy wawelskie）
16世紀にポーランドのヤギェウォ朝がヴァヴェル城を飾るために収集した、フランドルなどで作られたタペストリー群。
祇園祭・長浜曳山まつりの曳山を飾るタペストリー
16世紀 - 17世紀のブリュッセルで作られたタペストリー。トロイア戦争がモチーフとなっている。桃山時代から江戸時代初期にもたらされ、後に京都・大津町衆が購入したもの（来歴は諸説あり、詳細は不明）。京都・大津ともに元は1枚のタペストリーだったものを江戸時代の職人が分割・貼り合わせを行った。